# Vesancy
Vesancy est une commune française, située dans le département de l'Ain en région Auvergne-Rhône-Alpes.

## Géographie

### Situation
Vesancy se situe à mi-chemin entre Gex, sous préfecture de l'Ain, et Divonne-les-Bains, au pied du Jura français. Le village est implanté à une altitude moyenne de 650 m, mais son territoire culmine à 1 490 m sur les crêtes du Jura. Vesancy, située à 6 km de la Suisse par la route, est aisément accessible par l'autoroute suisse A1 qui relie Genève à Nyon puis Lausanne.

### Climat
Pour des articles plus généraux, voir Climat d'Auvergne-Rhône-Alpes et Climat de l'Ain.
En 2010, le climat de la commune est de type climat de montagne, selon une étude du CNRS s'appuyant sur une série de données couvrant la période 1971-2000. En 2020, Météo-France publie une typologie des climats de la France métropolitaine dans laquelle la commune est exposée à un climat de montagne ou de marges de montagne et est dans la région climatique Jura, caractérisée par une forte pluviométrie en toutes saisons (1 000 à 1 500 mm/an), des hivers rigoureux et un ensoleillement médiocre.
Pour la période 1971-2000, la température annuelle moyenne est de 8,8 °C, avec une amplitude thermique annuelle de 17,5 °C. Le cumul annuel moyen de précipitations est de 1 575 mm, avec 12,3 jours de précipitations en janvier et 9,8 jours en juillet. Pour la période 1991-2020, la température moyenne annuelle observée sur la station météorologique de Météo-France la plus proche, sur la commune de Cessy à 4 km à vol d'oiseau, est de 10,9 °C et le cumul annuel moyen de précipitations est de 1 063,2 mm,. Pour l'avenir, les paramètres climatiques de la commune estimés pour 2050 selon différents scénarios d'émission de gaz à effet de serre sont consultables sur un site dédié publié par Météo-France en novembre 2022.

## Urbanisme

### Typologie
Au 1er janvier 2024, Vesancy est catégorisée ceinture urbaine, selon la nouvelle grille communale de densité à 7 niveaux définie par l'Insee en 2022.
Elle est située hors unité urbaine. Par ailleurs la commune fait partie de l'aire d'attraction de Genève - Annemasse (partie française), dont elle est une commune de la couronne,. Cette aire, qui regroupe 158 communes, est catégorisée dans les aires de 700 000 habitants ou plus (hors Paris),.

### Occupation des sols
L'occupation des sols de la commune, telle qu'elle ressort de la base de données européenne d’occupation biophysique des sols Corine Land Cover (CLC), est marquée par l'importance des forêts et milieux semi-naturels (67,1 % en 2018), une proportion identique à celle de 1990 (67,1 %). La répartition détaillée en 2018 est la suivante : 
forêts (60,2 %), prairies (24 %), milieux à végétation arbustive et/ou herbacée (6,9 %), zones agricoles hétérogènes (5,5 %), zones urbanisées (3,3 %).
L'évolution de l’occupation des sols de la commune et de ses infrastructures peut être observée sur les différentes représentations cartographiques du territoire : la carte de Cassini (XVIIIe siècle), la carte d'état-major (1820-1866) et les cartes ou photos aériennes de l'IGN pour la période actuelle (1950 à aujourd'hui).

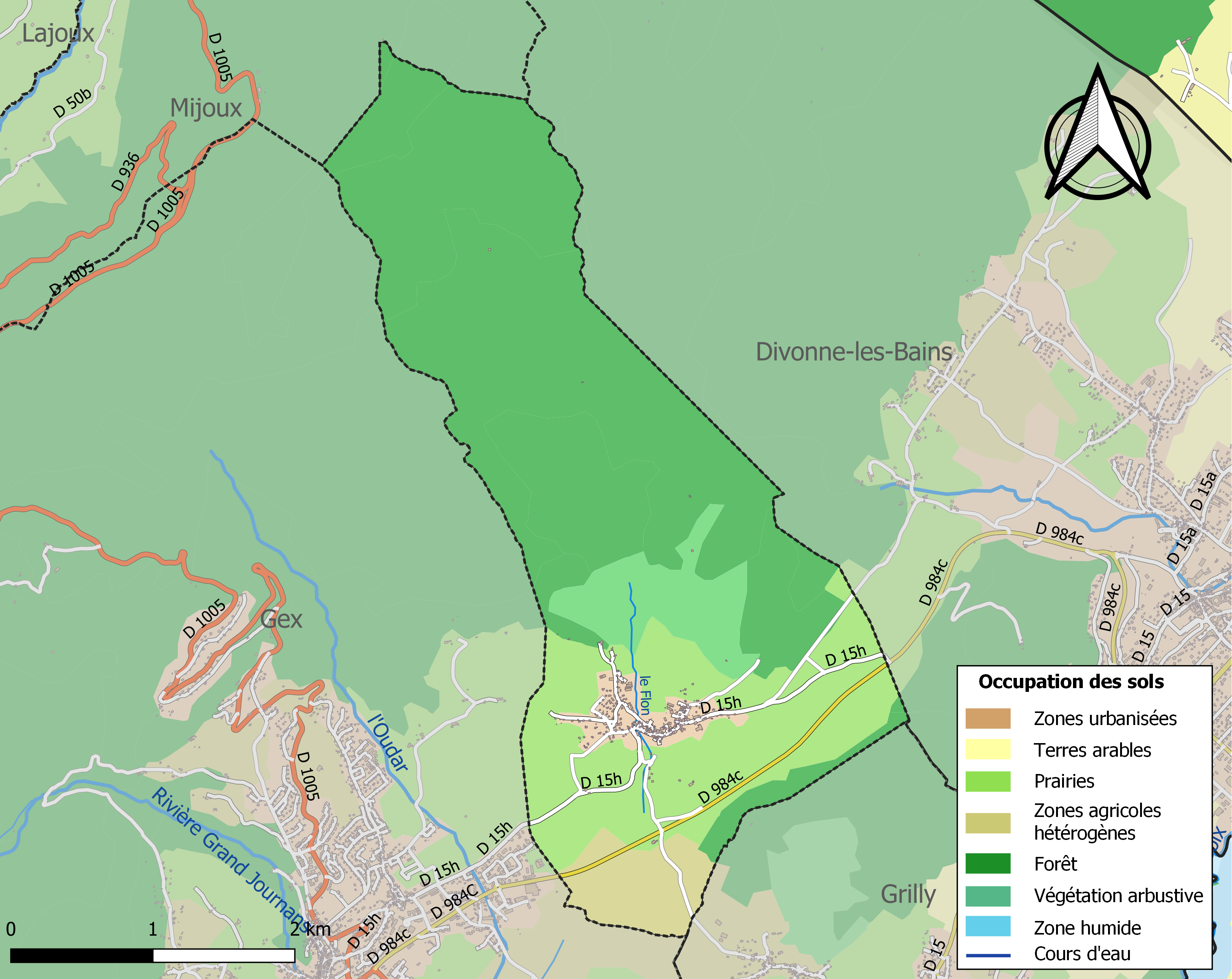
Carte des infrastructures et de l'occupation des sols de la commune en 2018 (CLC).

## Politique et administration

### Découpage territorial
La commune de Vesancy est membre de l'intercommunalité Pays de Gex Agglo, un établissement public de coopération intercommunale (EPCI) à fiscalité propre créé le 31 mai 1995 dont le siège est à Gex. Ce dernier est par ailleurs membre d'autres groupements intercommunaux.
Sur le plan administratif, elle est rattachée à l'arrondissement de Gex, au département de l'Ain et à la région Auvergne-Rhône-Alpes. Sur le plan électoral, elle dépend du  canton de Gex pour l'élection des conseillers départementaux, depuis le redécoupage cantonal de 2014 entré en vigueur en 2015, et de la troisième circonscription de l'Ain  pour les élections législatives, depuis le dernier découpage électoral de 2010.

### Administration municipale
| Période | Période  | Identité           | Étiquette | Qualité       |
| ------- | -------- | ------------------ | --------- | ------------- |
| 1977    | 1985     | Michel Dupré       | DVD       |               |
| 1985    | 1988     | Paul Guillot       |           |               |
| 1988    | 1996     | Jean Milesi        | DVD       |               |
| 1996    | 1998     | Anne-Lise Dutraive |           |               |
| 1998    | 2001     | Bernard Hotellier  | RPR       |               |
| 2001    | 2014     | Martial Santina    | DVD       | Réélu en 2008 |
| 2014    | 2020     | Pierre Hotellier   | SE        | Retraité      |
| 2020    | En cours | Bernard Mugnier    | SE        | Retraité      |

### Intercommunalité
Par arrêté préfectoral du 14 septembre 2012, la commune de Vesancy a été intégrée à la Communauté de communes du pays de Gex, avec effet au 1er janvier 2013.

## Démographie
L'évolution du nombre d'habitants est connue à travers les recensements de la population effectués dans la commune depuis 1793. Pour les communes de moins de 10 000 habitants, une enquête de recensement portant sur toute la population est réalisée tous les cinq ans, les populations de référence des années intermédiaires étant quant à elles estimées par interpolation ou extrapolation. Pour la commune, le premier recensement exhaustif entrant dans le cadre du nouveau dispositif a été réalisé en 2006.

En 2022, la commune comptait 513 habitants, en évolution de +4,69 % par rapport à 2016 (Ain : +5,15 %, France hors Mayotte : +2,11 %).
| 1793 | 1800 | 1806 | 1821 | 1831 | 1836 | 1841 | 1846 | 1851 |
| ---- | ---- | ---- | ---- | ---- | ---- | ---- | ---- | ---- |
| 318  | 347  | 372  | 361  | 419  | 444  | 451  | 440  | 439  |

| 1856 | 1861 | 1866 | 1872 | 1876 | 1881 | 1886 | 1891 | 1896 |
| ---- | ---- | ---- | ---- | ---- | ---- | ---- | ---- | ---- |
| 418  | 399  | 397  | 413  | 404  | 377  | 384  | 373  | 383  |

| 1901 | 1906 | 1911 | 1921 | 1926 | 1931 | 1936 | 1946 | 1954 |
| ---- | ---- | ---- | ---- | ---- | ---- | ---- | ---- | ---- |
| 375  | 413  | 374  | 330  | 337  | 284  | 272  | 242  | 257  |

| 1962 | 1968 | 1975 | 1982 | 1990 | 1999 | 2006 | 2011 | 2016 |
| ---- | ---- | ---- | ---- | ---- | ---- | ---- | ---- | ---- |
| 289  | 245  | 290  | 295  | 363  | 449  | 508  | 529  | 490  |

| 2021 | 2022 | - | - | - | - | - | - | - |
| ---- | ---- | - | - | - | - | - | - | - |
| 502  | 513  | - | - | - | - | - | - | - |

## Lieux et monuments

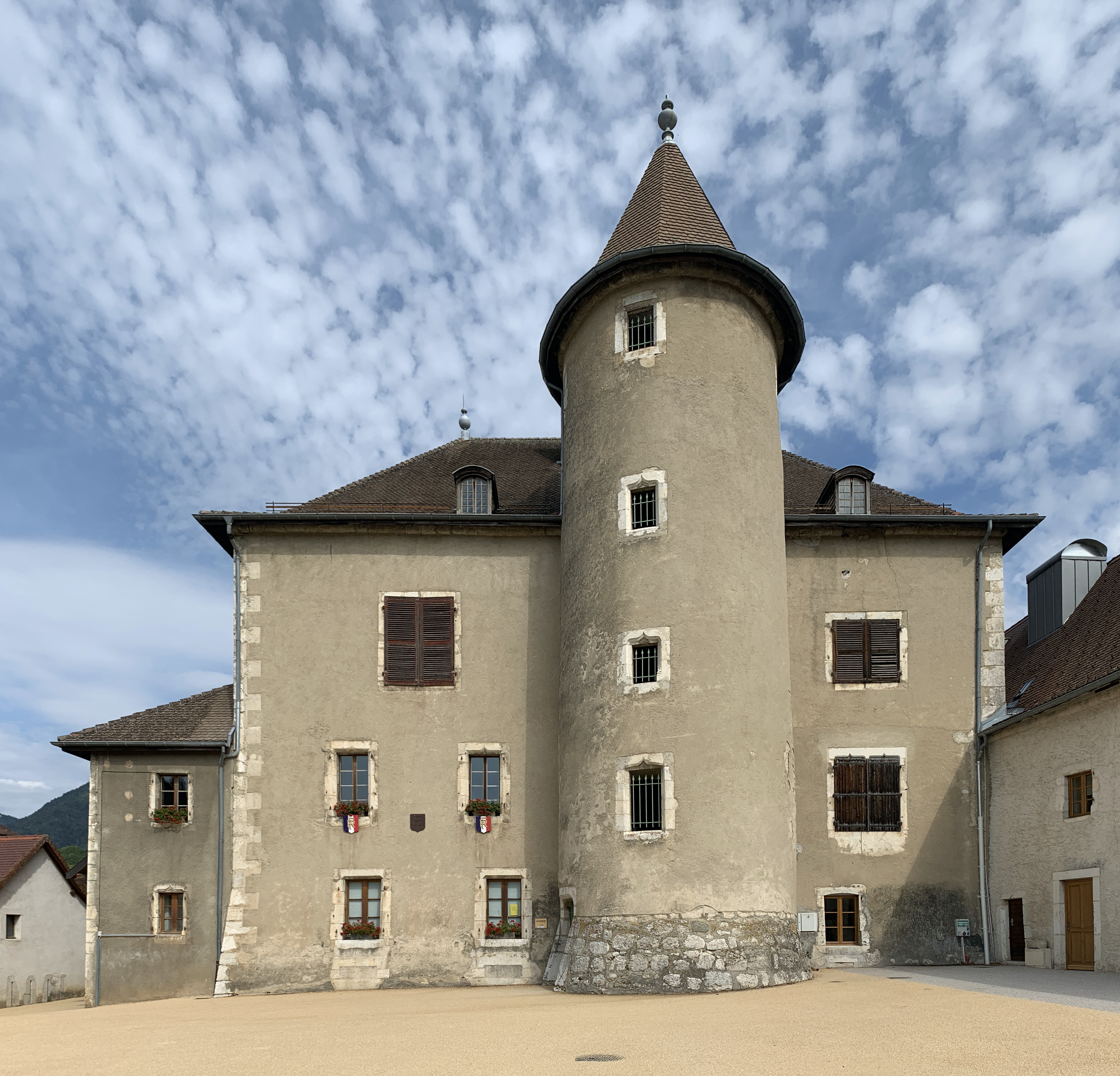
Château de Vesancy.

- Église Saint-Christophe. Elle fut bâtie en 1844-1845 pour remplacer l'ancienne église devenue vétuste. Le grand soin apporté à sa construction lui valut à l'époque la réputation d'être « le plus bel édifice du pays »[19].
- Chapelle Notre-Dame de Riantmont (ou Riamont, Rianmont, Riant-Mont). Elle est bâtie sur une colline dominant le village, et où se déroule chaque année un pèlerinage le jour du lundi de Pentecôte.
- Château de Vesancy. Restes d'un château dont les seigneurs sont cités depuis 1177[20]. L'ancienne maison forte, centre de la seigneurie de Vesancy, remaniée au cours des XVe et XVIe siècles, abrite aujourd’hui la mairie et l’école communale[21]. Le château est inscrit aux monuments historiques depuis le 10 mars 2016[22].

Lors de la vente de la maison forte en 1794, l'acte cite entre autres : « deux places de terrain et au milieu d'icelles trois pièces d'eau propre à tenir du poisson », et « Premier lot consistant en un fossé et une tour à l'entrée de ladite maison avec environ cinq pieds de larges sur la court de ladite maison dans toute sa longueur qui se confine a la place dite de l'Orme, le passage de l'entrée de la court de ladite maison de bise couchant et vent, plus avec un autre fossé, une tour un petit enclos de murs où sont les latrines et un poulailler ».
- Bloc erratique de Riant Mont.
- Émetteur de Divonne Vesancy.

## Personnalités liées à la commune
- Jean Hotellier (Vesancy 1912 - Gex 1996), fils de Joseph Hotellier et Joséphine Hughes. As de l'aviation française en 1940 pendant la Bataille de France au sein du Groupe de Chasse GC I/4 sur Curtiss H-75A avec six victoires homologuées (dont quatre en collaboration). Le 26 mai 1940, lors de son dernier combat aérien, il est grièvement brûlé au visage et aux mains puis est capturé par les Allemands à son arrivée au sol. Jugé inapte au service par les médecins allemands, ils permettront son retour de captivité en 1941. Commandeur de la Légion d'honneur, il fut maire de Vesancy entre mars 1965 et octobre 1968[26],[27],[28]. Il repose dans le cimetière de Vesancy[29].

## Héraldique
| Blason de Vesancy | Blason  | Coupé : au 1er d'argent au lion issant de gueules, armé et lampassé d'or, au 2e d'azur à trois coquilles d'or. |
| Blason de Vesancy | Détails | Le statut officiel du blason reste à déterminer.                                                               |